# Nemotelus annulipes
Nemotelus annulipes är en tvåvingeart som beskrevs av Pleske 1937. Nemotelus annulipes ingår i släktet Nemotelus och familjen vapenflugor. Inga underarter finns listade i Catalogue of Life.